# Paul Boldt
Paul Boldt (* 31. Dezember 1885 in Christfelde, Westpreußen; † 16. März 1921 in Freiburg im Breisgau) war ein deutscher Lyriker des Expressionismus, dessen Schaffensperiode in die Zeit des Ersten Weltkrieges fiel.

## Leben
Paul Boldt, der Sohn eines westpreußischen Gutsbesitzers studierte in München, Marburg und Berlin Philologie. Von der Großstadt Berlin fasziniert, brach er das Studium ab und veröffentlichte mit zunächst rasch wachsendem Erfolg ab 1912 Gedichte in der literarisch-politischen Zeitschrift „Die Aktion“. Fortan führte er – mehr Beobachter als gesellig – ein unstetes Leben, bewegte sich auch nahe den 'Abgründen' Berlins, jedoch ungern in Künstlerkreisen (seinem Nachruhm sehr zum Schaden). 1914 publizierte er seinen einzigen Gedichtband – „Junge Pferde! Junge Pferde!“ –, der große Beachtung fand. Fortan veröffentlichte er sparsam.
Mit Beginn des Ersten Weltkrieges zur Artillerie eingezogen, wurde er (ohne an der Front eingesetzt worden zu sein) 1916 wegen „Verwirrungszustands“ aus der preußischen Armee entlassen (doch sind solche Diagnosen nur mit Vorsicht zu deuten).
1918 erschien Boldts letztes (ermitteltes) Gedicht. Er begann ein Medizinstudium. Doch starb er im Alter von 35 Jahren 1921 in Freiburg im Breisgau nach einer Leistenbruchoperation an einer Embolie.
Anders als viele seiner Weggefährten des Expressionismus geriet Boldt bereits in den 1920er-Jahren in Vergessenheit, erst Werner Riegel entdeckte ihn Anfang der 1950er-Jahre neu. 2018 erschien eine Auswahl seiner Gedichte unter dem Titel Herbstpark in der Lyrik-Klassiker-Reihe: 50 zeitlose Gedichte im Martin Werhand Verlag.

## Werke
- Junge Pferde! Junge Pferde!, Leipzig, Kurt Wolff 1914 (als Band 11 der Reihe Der jüngste Tag)
- Junge Pferde! Junge Pferde! Das Gesamtwerk; Lyrik, Prosa, Dokumente. Hrsg. u. mit e. Nachw. von Wolfgang Minaty. Mit e. Vorw. von Peter Härtling, Olten, Freiburg im Breisgau, Walter 1979.
- Junge Pferde! Junge Pferde!, Edition Razamba / BOD Norderstedt 2008, ISBN 978-3-8370-4153-8.
- Auf der Terrasse des Café Josty. Gedichte und Prosa 1912 - 1918, Hrsg. und mit einem Nachwort von Marc Pendzich. Verlag Razamba, Boppard und Frankfurt a. M. 2009, ISBN 978-3-941725-00-3.
- Bo Osdrowski/Tom Riebe (Hrsg.): Paul Boldt. Versensporn – Heft für lyrische Reize Nr. 9, Edition POESIE SCHMECKT GUT, Jena 2012, 100 Exemplare.
- Herbstpark: 50 zeitlose Gedichte, Martin Werhand Verlag, Melsbach 2018, ISBN 978-3-96175-009-2.

## Werkvertonungen
- Marc Pendzich: In der Welt – Musik über Gedichte von Paul Boldt für eine Singstimme und Kammerorchester, 1999.